# Пшасниш
Пша̀сниш (на полски: Przasnysz) е град в Полша, Мазовско войводство. Административен център е на Пшаснишки окръг, както и на селската Пшаснишка община, без да е част от нея. Самият град е обособен в самостоятелна градска община с площ 25,16 км2. Към 2011 година населението му възлиза на 16796 души.